# Iurus dekanum
Espèce
Synonymes
- Chaerilomma dekanum Roewer, 1943

Iurus dekanum est une espèce de scorpions de la famille des Iuridae.

## Distribution
Cette espèce est endémique de Crète en Grèce. 

## Description
Les mâles mesurent de 68,75 à 77,65 mm et les femelles de 84,90 à 89,25 mm.

## Systématique et taxinomie
Cette espèce a été décrite sous le protonyme Chaerilomma dekanum par Roewer en 1943. Elle est placée dans le genre Iurus par Vachon en 1966.
Elle est placée en synonymie avec Iurus dufoureius par Francke en 1981 puis relevée de synonymie par Soleglad, Fet, Kovařík et Yağmur en 2012.

## Publication originale
- Roewer, 1943 : Über eine neuerworbene Sammlung von Skorpionen des Natur-Museums Senckenberg. Senckenbergiana, vol. 26, no 4, p. 205–244.